# Институт леса Карельского научного центра РАН
Институт леса Карельского научного центра РАН (ИЛ КарНЦ РАН) — самостоятельное структурное подразделение в составе Карельского научного центра Российской академии наук (г. Петрозаводск). Полное наименование — Федеральное государственное бюджетное учреждение науки Институт леса Карельского научного центра Российской академии наук. Руководство научно-организационной деятельностью Института леса осуществляет Отделение биологических наук РАН.

## История
Институт был создан 9 августа 1957 г. в системе научных подразделений Карельского филиала АН СССР. Организатором и первым директором института был болотовед, к.г.-м.н. Л. Я. Лепин. Значительный вклад в становление и развитие института внесли его директора — лесовод, дендролог, к.с.-х.н. Н. О. Соколов (1958—1962 гг.), засл. деятель науки КАССР, к.с.-х.н. В. И. Ермаков (1964—1986 гг.), засл. лесовод КАССР, д.с.-х.н. С. С. Зябченко (1986—1994 гг.), засл. лесовод РФ и КАССР, д.б.н. В. И. Крутов (1994—2012 гг.). С 2013 г. институт возглавляет д.б.н. А. М. Крышень Архивная копия от 30 сентября 2016 на Wayback Machine.
Большая роль в постановке и развитии фундаментальных и прикладных исследований на ранних этапах функционирования института принадлежит работавшим в нем в разные годы чл.-корр. РАН Н. И. Пьявченко, чл.-корр. ВАСХНИЛ Н. И. Казимирову, докторам и кандидатам наук Н. Ф. Комшилову, Г. М. Козубову, М. Л. Раменской, Л. С. Козловской, Л. К. Кайбияйнену, Ф. С. Яковлеву, Т. И. Кищенко, В. Я. Шиперовичу, Г. Е. Пятецкому, Ю. Е. Новицкой, А. Д. Волкову и др.
1957 г. — создан Институт леса Карельского филиала АН СССР (распоряжение Президиума АН СССР № 602 от 09.08.1957 г.)
1963 г. — Карельский филиал расформирован, Институт леса передан Госкомитету по лесной, целлюлозно-бумажной, деревообрабатывающей промышленности и лесному хозяйству при Госплане СССР и переименован в Карельский институт леса. В 1965 г. объединен с Карельским НИИ лесной промышленности (КарНИИЛП) и стал называться Карельским научно-исследовательским институтом лесной промышленности и лесного хозяйства (КарНИИЛПХ).
1966 г. — преобразован в Институт леса Государственного Комитета лесного хозяйства Совета Министров СССР.
1967 г. — восстановлен в составе Карельского филиала АН СССР с прежним названием — Институт леса КФ АН СССР.
1990 г. — переименован в Институт леса Карельского научного центра Академии наук СССР (ИЛ КарНЦ АН СССР).
1991 г. — переименован в Институт леса Карельского научного центра Российской академии наук (ИЛ КарНЦ РАН).
2008 г. — переименован в Учреждение Российской академии наук Институт леса Карельского научного центра РАН (ИЛ КарНЦ РАН) (постановление Президиума РАН № 274 от 18.12.2007 г.).
2012 г. — переименован в Федеральное государственное бюджетное учреждение науки Институт леса Карельского научного центра Российской академии наук (ИЛ КарНЦ РАН) (постановление Президиума РАН № 262 от 13.12.2011 г.).
2013 г. — передан в ведение Федерального агентства научных организаций (распоряжение Правительства Российской Федерации от 30 декабря 2013 г. № 2591-р).

## Деятельность
Основные научные направления:
- структурно-функциональная организация и динамика лесных экосистем;
- научные основы сохранения биоразнообразия, использования и воспроизводства биоресурсного потенциала таежных лесов;
- экология лесообразующих древесных пород и механизмов регуляции их роста и развития;
- генезис, функционирование и биосферная роль лесных почв.

Институт является ведущим на Северо-Западе России научным учреждением лесобиологического профиля. Наряду с фундаментальными исследованиями институт разрабатывает и издает рекомендации и методические указания в области ведения лесного хозяйства, рационального природопользования и охраны природы; участвует в разработке нормативных документов и региональных целевых программ, взаимодействует с предприятиями и руководящими органами лесной отрасли.
Институт леса — один из инициаторов создания большинства ныне существующих особо охраняемых природных территорий (ООПТ) в Республике Карелия (в том числе заповедников «Валаам» и «Костомукшский», ПНП «Паанаярви», «Водлозерский» и «Калевальский») и др.
Ученые института принимают активное участие в подготовке и издании государственных докладов о состоянии окружающей природной среды Республики Карелия, «Красной книги Республики Карелия» и «Красной книги Восточной Фенноскандии».
Сотрудники Института леса КарНЦ РАН, ПетрГУ и Общественной организации «СПОК» подготовили научное обоснование для создания ООПТ Варгачное-Корбозерское в Пудожском районе. Постановлением Правительства РК озеро Варгачное-Корбозерское и его окрестности с 2016 года имеют статус ландшафтного памятника природы регионального значения. Научно-исследовательская работа выполнялась под руководством сотрудника ИЛ КарНЦ РАН д.с.-х.н. А. Н. Громцева Архивная копия от 7 сентября 2016 на Wayback Machine.

## Структура
Институт имеет в своем составе 6 лабораторий:
- лаборатория динамики и продуктивности таежных лесов,
- лаборатория ландшафтной экологии и охраны лесных экосистем,
- лаборатория физиологии и цитологии древесных растений,
- лаборатория лесного почвоведения,
- лаборатория лесных биотехнологий,
- аналитическая лаборатория  (центр коллективного пользования).